# Мехия, Эпифанио
Эпифанио Мехия Кихано (исп. Epifanio Mejía Quijano; 10 апреля 1838, Ярумаль, Колумбия — 13 июля 1913, Медельин, Колумбия) — колумбийский поэт и общественный деятель; автор слов гимна Антиокии.

## Биография
Эпифанио Мехия Кихано родился в Ярумале, близ Антиокии 10 апреля 1838 года. Он был первым ребенком в семье Рамона Мехия Вальехо и Марии Луизы Кихано Кабаркас. Детство будущего поэта прошло в горной местности на фазенде Эль-Каунсе. Начальное образование он получил в сельской школе. С раннего возраста в нём проявилась особенная страсть к чтению. Кроме него в семье родились ещё семеро детей. Все они получили традиционное католическое воспитание.
После скоропостижной смерти отца, семья стала испытывать материальные трудности. В 1855 году Эпифанио переехал с сестрой Эрсилией в Медельин, где оба устроились на работу в магазин тканей, принадлежавший их дяде и находившийся рядом с базиликой Канделарийской Богоматери. Тогда же, в свободное от работы время, он начал сочинять стихи, которые вскоре приобрели популярность у местного населения.
В 1864 году Эпифанио женился на Ане Хоакине Очоа, которой посвятил несколько стихотворений, в том числе стихотворение «Анита». Церемония бракосочетания состоялась в приходе Энвигадо. В этом браке родились двенадцать детей. Поэт, уже приобретший финансовую независимость, жил с семьей на фазенде Чумбимбо. В 1868 — 1869 годах он сотрудничал с литературным журналом «Эль Оазис». В том же году был избран депутатом Ассамблеи Антиокии.
С 1870 года у Эпифанио стали отчетливо проявляться симптомы психического заболевания. По совету врачей, он с семьей вернулся в Ярумаль. Здесь его состояние несколько улучшилось. Он много читал и писал стихи, вдохновленный прогулками по горам Антиокии и позитивными изменениями в общественной жизни страны. Однако вскоре период ясности сознания сменился новым приступом психического заболевания. По этой причине он был насильно заключен в сумасшедший дом в районе Аранхуэс в Медельине, где провел последние тридцать четыре года своей жизни. Умер в той самой психиатрической лечебнице 13 июля 1913 году, успев перед смертью принять Святое Причастие. Его стихотворение «Песнь Антиокии» стало официальным гимном департамента Атиокия в Колумбии.